# Ameijenda (Ames)
Ameijenda (llamada oficialmente Santa María de Ameixenda) es una parroquia y una aldea española del municipio de Ames, en la provincia de La Coruña, Galicia. Está ubicado en el noroeste del país cerca de las costas del Mar atlántico. 

## Otras denominaciones
La parroquia también es conocida por el nombre de Santa Mariña de Ameixenda.

## Organización territorial
La parroquia está formada por ocho entidades de población:
- A Folgueira
- Ameixenda
- Cortegada
- Montemaior
- O Mercuto
- O Vilar
- Quintáns
- Sura

## Demografía

### Parroquia
| Gráfica de evolución demográfica de Ameijenda (parroquia) entre 2000 y 2018 |
|                                                                             |
| Datos según el nomenclátor publicado por el INE.                            |

### Aldea
| Gráfica de evolución demográfica de Ameixenda (aldea) entre 2000 y 2018 |
|                                                                         |
| Datos según el nomenclátor publicado por el INE.                        |